# دوناس (ايطاليا)
دوناس هي بلدة تقع وادي أوستا في شمال غرب إيطاليا.